# 菅田秀高
菅田 秀高（すがた ひでたか、1949年 - ）は、島根県出身の元アマチュア野球選手（投手）。

## 来歴・人物
島根農科大学附属農林高校の３年生時に、1967年の夏の甲子園県予選では準々決勝で斎藤数馬らがいた浜田高校に敗れ、甲子園には出場できなかった。また、同年の日韓親善高校野球において、島根県選抜チームにも選ばれた。
その年のドラフト会議で読売ジャイアンツから6位指名を受けたが入団を拒否し、 松江農協に入社した。
その後は、業務部長を経て、2000年には島根県本部副本部長に就任し、2007年6月には島根県本部長に就任した。